# 22-dihidroergocalciferol
22-dihidroergocalciferolul este o formă a vitaminei D, cunoscută și sub denumirea de vitamina D4. Denumirea sistematică este  (5Z,7E)-(3S)-9,10-seco-5,7,10(19)-ergostatrien-3-ol.
Vitamina D4 se regăsește în anumite specii de fungi.